# Südafrikanische Bischofskonferenz
Die Südafrikanische Katholische Bischofskonferenz (Southern African Catholic Bishops’ Conference, SABC) ist der Zusammenschluss der katholischen Bischöfe in den Kirchenprovinzen Cape Town, Durban, Pretoria, Johannesburg und Bloemfontein. Sie wurde 1947 gegründet. Mitglieder sind entsprechend den kirchenrechtlichen Vorgaben für Bischofskonferenzen die Diözesanbischöfe, die Koadjutoren und die Weihbischöfe sowie Bischöfe, die ein besonderes Amt im Territorium der Bischofskonferenz ausüben. Der Präsident der Südafrikanischen Bischofskonferenz wird von der Vollversammlung für eine Amtszeit von drei Jahren gewählt. Wiederwahl ist zulässig. Amtierender Präsident ist seit 2018 Sithembele Anton Sipuka.